# Katharinenkirche (Dillingen an der Donau)

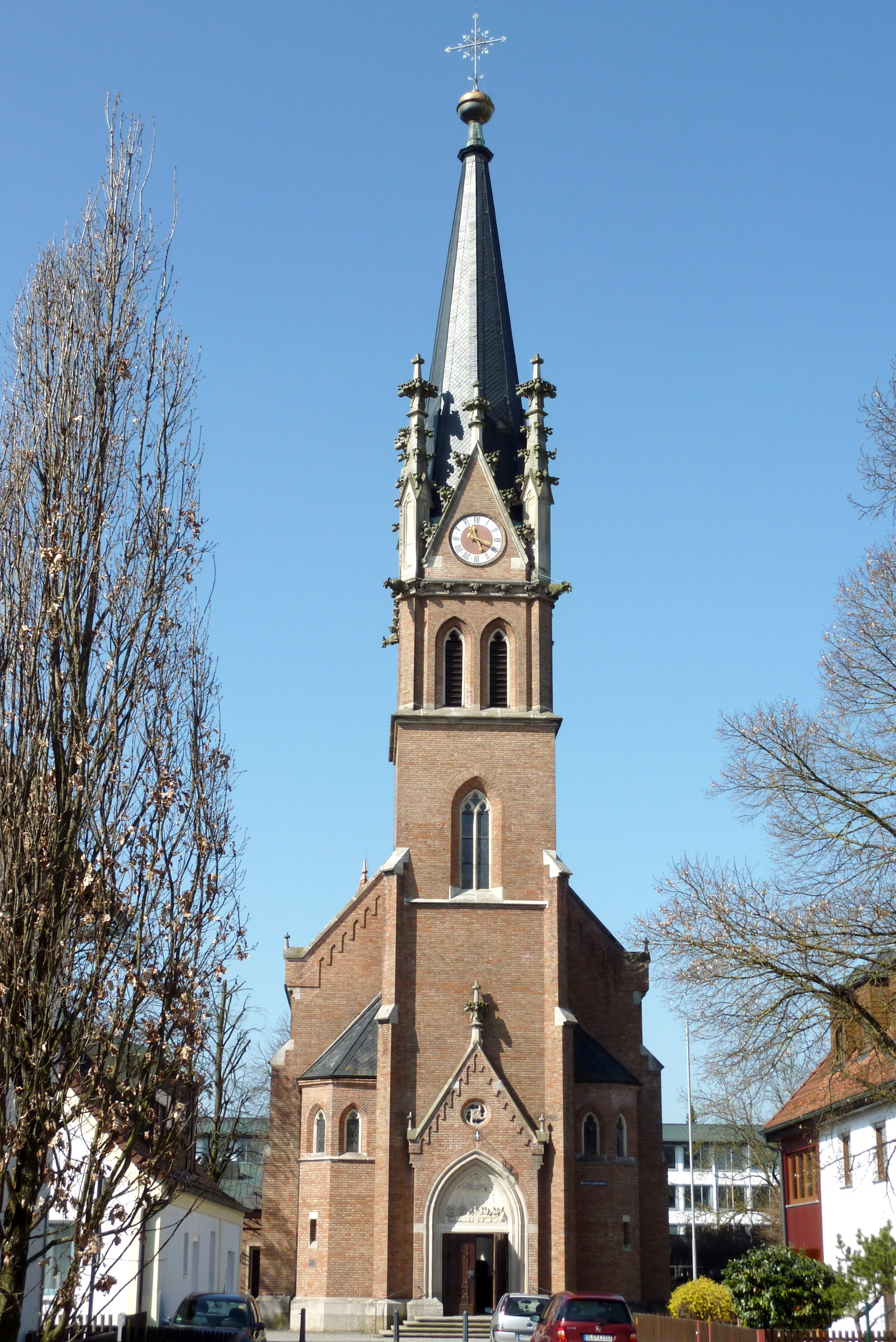
Katharinenkirche in Dillingen

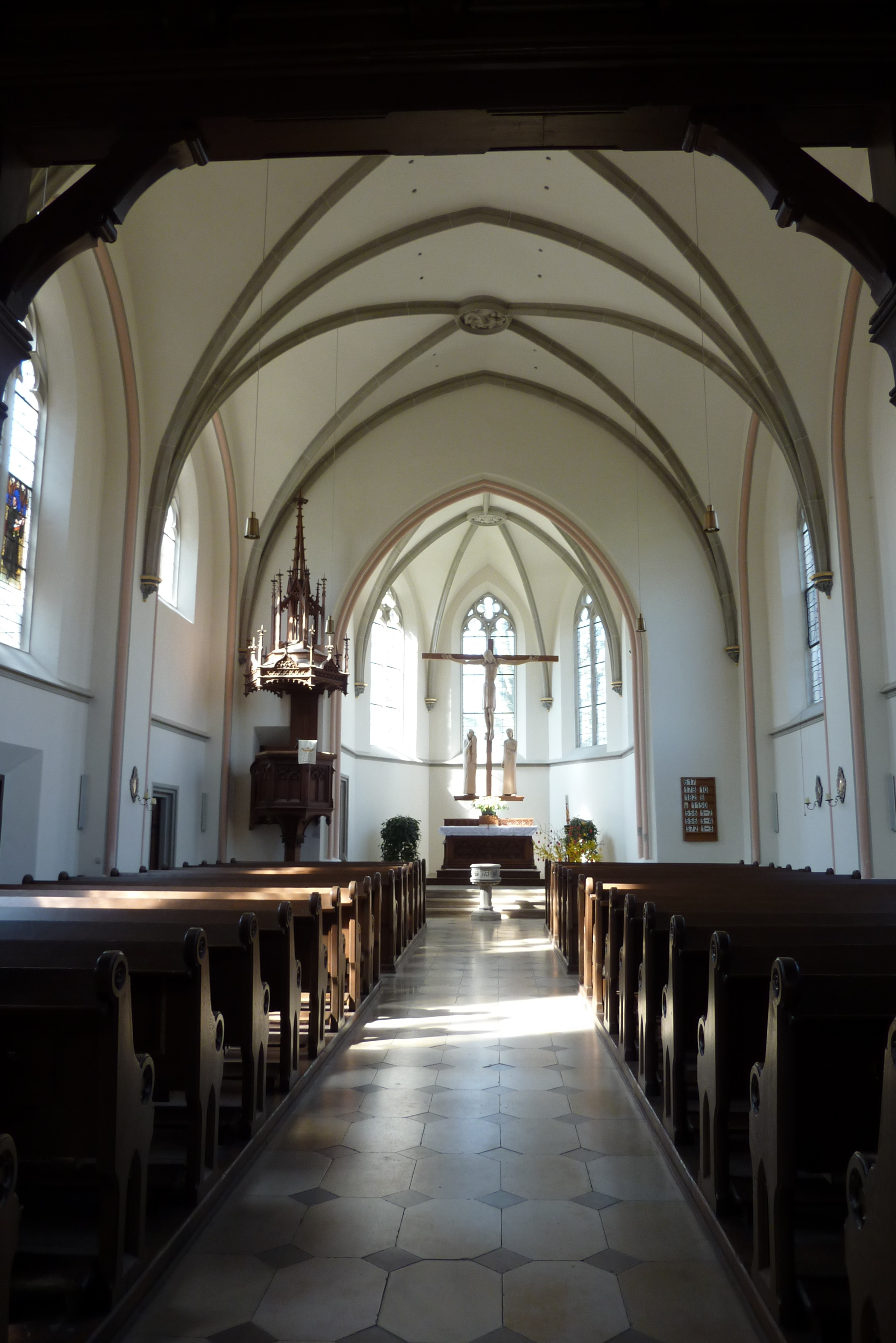
Innenraum mit Blick zum Chor

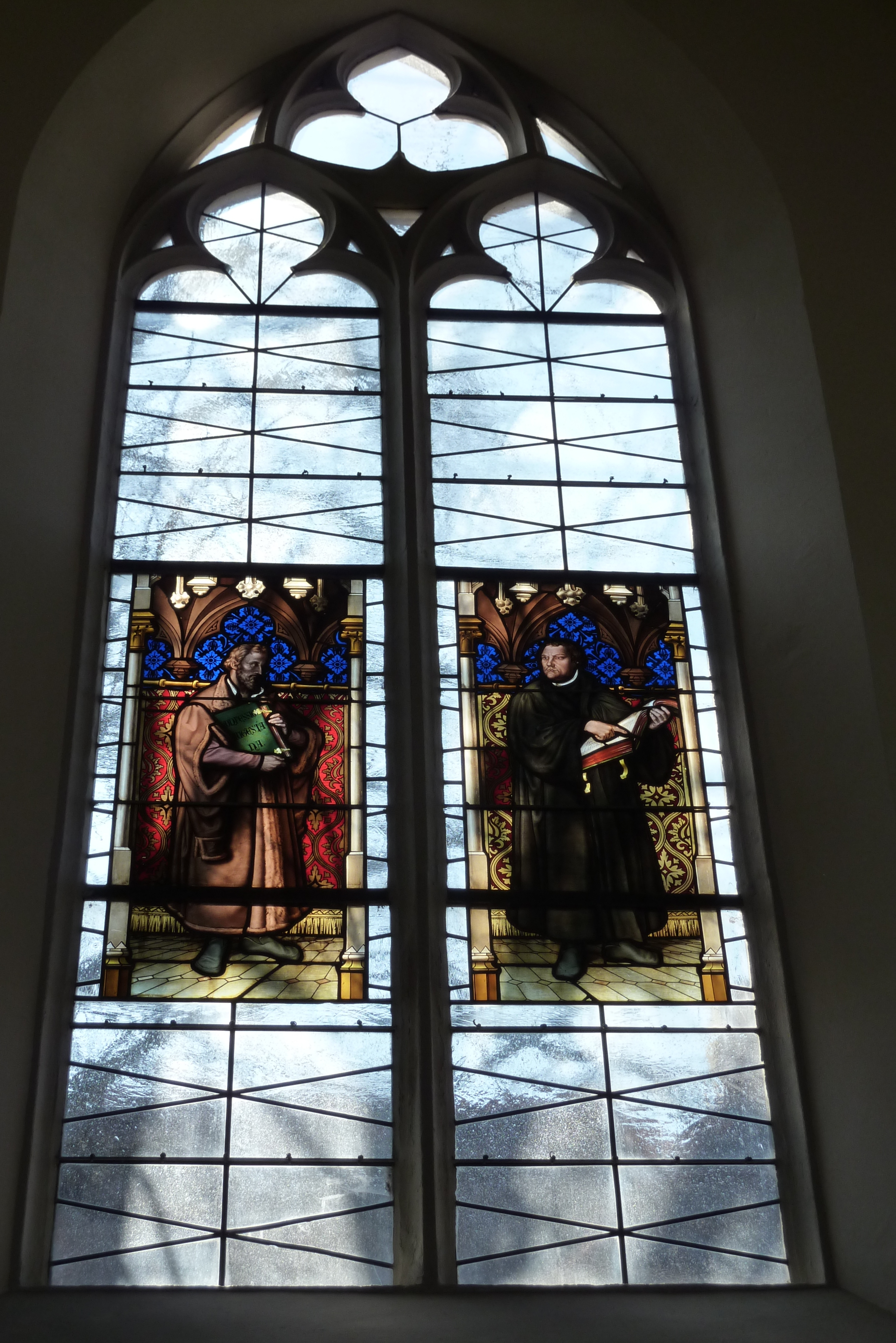
Fenster mit der Darstellung Philipp Melanchthons und Martin Luthers

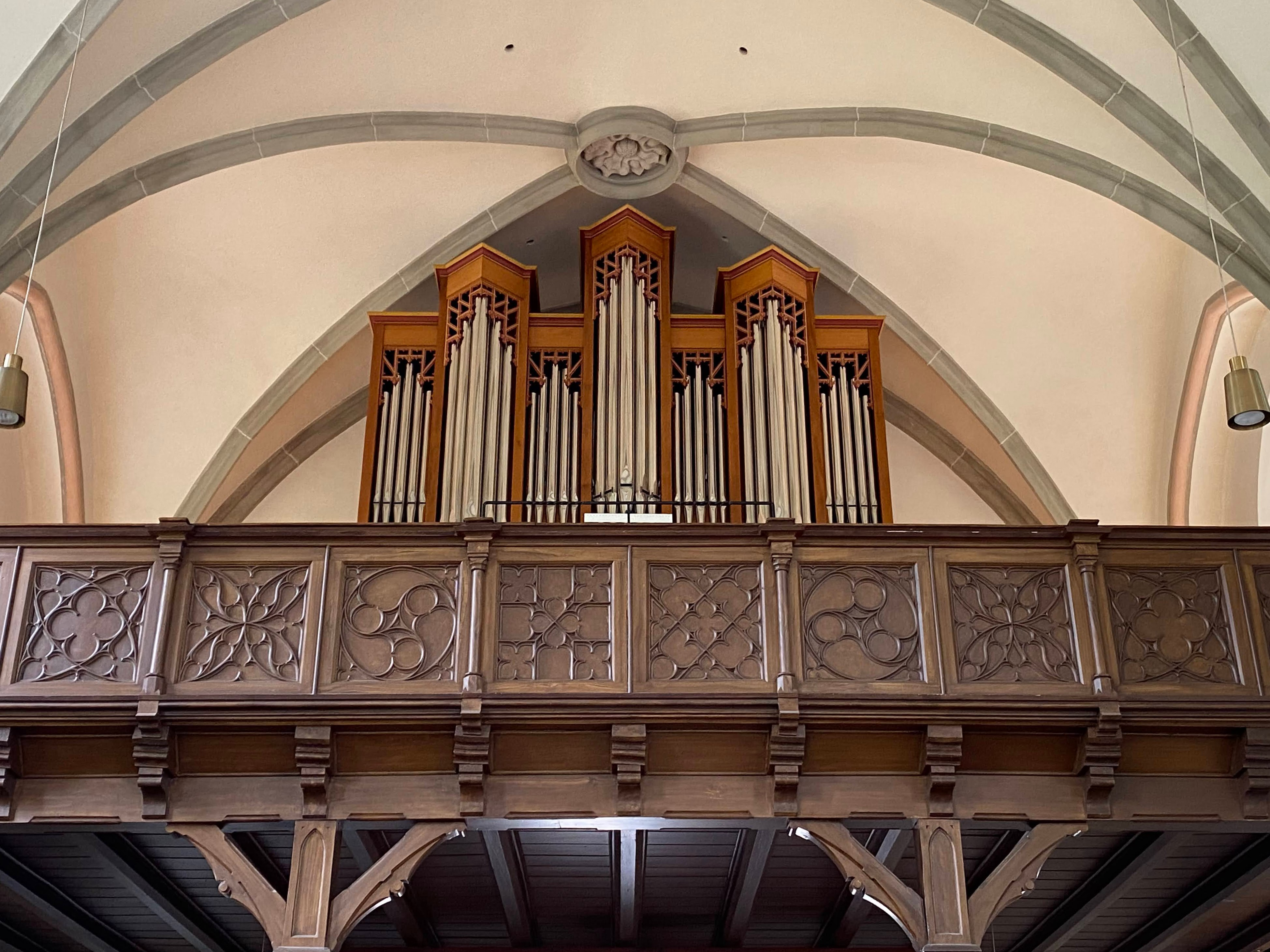
Empore mit Orgel

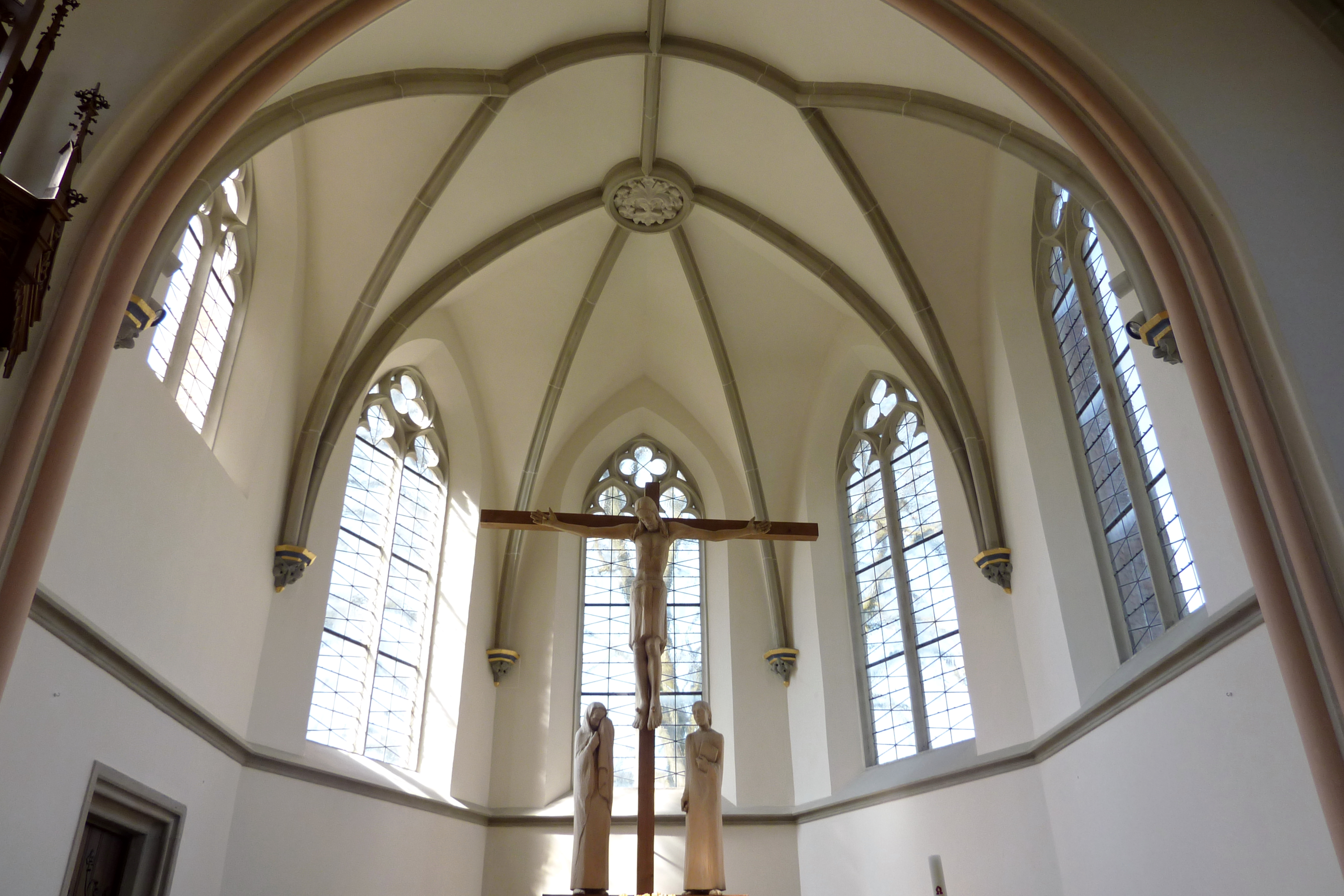
Kreuzigungsgruppe im Chor

Die Katharinenkirche in Dillingen an der Donau im bayerischen Regierungsbezirk Schwaben ist die Pfarrkirche der evangelisch-lutherischen Gemeinde der Stadt Dillingen und der Verwaltungsgemeinschaft Holzheim. Die Kirche wurde Ende des 19. Jahrhunderts im Stil der Neugotik errichtet. Anlässlich ihres hundertjährigen Jubiläums erhielt die Kirche 1992 ihren Namen zu Ehren von Katharina von Bora, der Gemahlin Martin Luthers.

## Geschichte
Als Residenzstadt der Fürstbischöfe des Hochstifts Augsburg stand Dillingen der Reformation feindlich gegenüber. Erst mit der Säkularisation und der Gewährung der Religionsfreiheit durch Maximilian I. Joseph konnten Protestanten im katholischen Dillingen das Bürgerrecht erwerben. Die Anzahl der Protestanten blieb allerdings gering, bis durch die Verlegung von Reiterregimentern nach Dillingen der Anteil der Protestanten an der Bevölkerung auf knapp 300 Personen (davon 220 Offiziere und Soldaten, 18 Bürger und 20 Dienstboten) anstieg. Zunächst wurden diese von der evangelischen Pfarrei Haunsheim betreut. Da die Haunsheimer Kirche ziemlich weit entfernt lag, zweieinhalb Stunden zu Fuß, baten die Dillinger Protestanten 1848 König Maximilian II. um die Genehmigung, in Dillingen Gottesdienste abhalten zu dürfen. Außerdem bemühten sie sich darum, für diesen Zweck die ehemalige Schlosskapelle zu bekommen. Diese wurde seit 1832 von der königlichen Bauinspektion als Magazin genutzt. Das Gesuch wurde allerdings abgelehnt, wohl aufgrund der Intervention der Dillinger Katholiken und des bischöflichen Ordinariats in Augsburg. Schließlich stellte die Stadt Dillingen der protestantischen Gemeinde den sogenannten Kleinen goldenen Saal des ehemaligen Jesuitenkollegs zur Verfügung. Dort fand zu Ostern 1850 der erste öffentliche protestantische Gottesdienst in Dillingen statt und am 30. November 1850 wurde ein ständiges Vikariat eingerichtet.
1864 erwarb die protestantische Gemeinde ein Grundstück in der Konviktstraße, um dort eine Kirche zu errichten. 1876 wurde ein Kirchenbaufonds eingerichtet und einige Jahre später wurde eine Lotterie veranstaltet, bei der die Hälfte der gesamten Kirchenbaukosten eingespielt wurde. Man entschied sich, eine Kirche dem damaligen Geschmack entsprechend im Stil der Neugotik zu bauen. Da man die Nähe zu den barocken katholischen Kirchenbauten als problematisch erachtete, tauschte man das Grundstück in der Konviktstraße gegen ein größeres, im Westen vor den Toren der Stadt, in der Oberdillinger Straße gelegenes ein.
1891 wurde der Grundstein gelegt und am 25. September 1892 wurde die Kirche, die nach Plänen des Bauamtsassessors Förster und unter der Bauleitung von Richard Greiner errichtet worden war, eingeweiht. Sie war aus Backstein gebaut und hatte 370 Sitzplätze für eine Gemeinde, die im Jahr 1890 542 Mitglieder zählte. 1908 wurde das Vikariat zur Pfarrei erhoben.

## Architektur
Das Gebäude ist aus unverputztem Backstein errichtet. An der Ostseite des Langhauses erhebt sich der 47 Meter hohe, quadratische Turm, der mit einem Spitzhelm gedeckt ist. Der Turm ist mit einem Ziergiebel versehen, den eine Kreuzblume krönt. Das Portal wird von einem Spitzbogen überfangen. Auf dem Tympanon ist ein Relief mit der Darstellung des Letzten Abendmahles skulptiert.
Der Innenraum ist einschiffig und mit einem neugotischen Kreuzrippengewölbe gedeckt. Er mündet im Westen in den eingezogenen, dreiseitig geschlossenen Chor, der wie auch das Langhaus von großen Spitzbogenfenstern durchbrochen ist.
Auf einem Fenster des Langhauses werden Philipp Melanchthon und Martin Luther dargestellt.

## Orgel
Ursprünglich erhielt die Kirche eine Orgel von der Orgelbaufirma G. F. Steinmeyer & Co. in Oettingen. Die unter Denkmalschutz stehende Orgel war in den 1990er Jahren renovierungsbedürftig geworden und wurde der Firma Steinmeyer für die Aufstellung in ihrem alten Orgelsaal überlassen. Die heutige Orgel wurde 1990 von der Firma Ekkehard Simon aus Landshut eingebaut.

## Ausstattung
- Im Chor befindet sich eine holzgeschnitzte Kreuzigungsgruppe.

## Liste der Vikare und Pfarrer
- 1850–1853: Ferdinand Wolfrum
- 1853–1859: Ernst Johann Michael Pößnecker
- 1859–1860: Ferdinand August Pürckhauer
- 1860–1864: Christoph Adolf Bauer
- 1864–1870: Christian Felix Illing
- 1870–1874: Heinrich Karl Rittelmeyer
- 1874–1875: Theobald Trenkle
- 1875–1877: Christian August Gustav Ludwig von Jan
- 1877–1880: Georg Jakob Philipp Stahl
- 1880–1883: Friedrich Nägelsbach
- 1883–1885: Ludwig Moritz Theodor Vocke
- 1885–1886: Karl Stürzenbaum
- 1886–1890: Heinrich Pürckhauer
- 1890–1893: Ernst Lauerbach
- 1893–1898: Rudolf Jergius
- 1898–1904: Wilhelm Reichard
- 1904–1905: Gottfried Putz
- 1905–1906: Karl Schmid
- 1906–1908: Hilmar Schaudig

- 1908–1912: Hilmar Schaudig
- 1912–1924: Johannes Seiler
- 1924–1938: Tobias Schmitt
- 1939–1947: Adolf Burkert
- 1947–1951: Adolf Doberstein
- 1952–1972: Oskar Mägerlein
- 1972–1985: Walter Rohmeder
- 1985–1990: Eugen Goschenhofer
- 1991–1999: Bettina und Otfried Sperl
- heute: Manuel Kleiner und Sabine Verron–Kleiner